# Raphaela Edelbauer

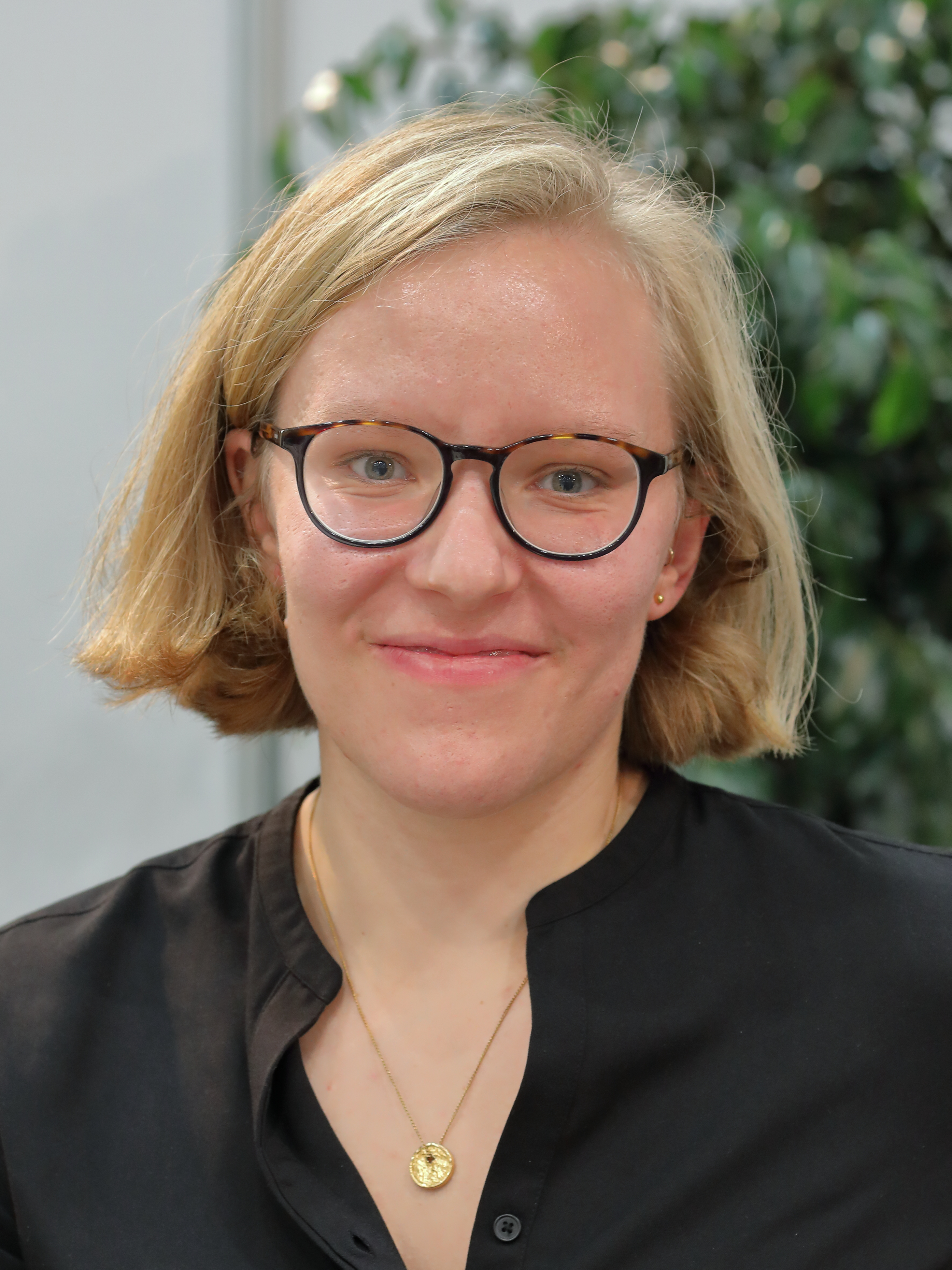
Raphaela Edelbauer (2019)

Raphaela Edelbauer (* 1990 in Wien) ist eine österreichische Schriftstellerin.

## Leben
Raphaela Edelbauer besuchte das Sportgymnasium in Maria Enzersdorf, nach der Matura studierte sie bei Robert Schindel am Institut für Sprachkunst der Universität für angewandte Kunst Wien, wo sie mittlerweile selbst lehrt. 2012 begann sie das Studium der Philosophie an der Universität Wien. Für die Niederösterreichischen Nachrichten (NÖN) war sie als Mitarbeiterin im Bezirk Mödling tätig. Edelbauer ist die Tochter der Ethnologin Gabriele Schätzle-Edelbauer, die ebenfalls für die Niederösterreichischen Nachrichten journalistisch tätig ist, und stammt aus Hinterbrühl in Niederösterreich.
Ihr Vater ist der Philosoph und Schriftsteller Henri Harald Edelbauer. Zusammen mit ihm hielt sie beim von der Österreichischen Ludwig-Wittgenstein-Gesellschaft veranstalteten 31. Internationalen Wittgenstein-Symposium einen Vortrag über Wittgenstein Meets ÖGS: Wovon man nicht gebärden kann …
Seit 2009 veröffentlicht Edelbauer in Literaturmagazinen und Anthologien und tritt bei Literaturfestivals auf. Auftragsarbeiten schrieb sie unter anderem für die Stadt Mödling und das Frauenministerium. Gemeinsam mit Gabriele Schätzle-Edelbauer, Sylvia Unterrader und Lena Treitler veröffentlichte sie die Bände Frauenspuren in Mödling und Frauenspuren in Mödling II. Für die Sommerspiele Shakespeare in Mödling unter der Intendanz von Nicole Fendesack übersetzte sie William Shakespeares Ende gut, alles gut neu.
Für ihr im Februar 2017 erschienenes Prosadebüt Entdecker. Eine Poetik wurde sie 2018 mit dem Hauptpreis des Rauriser Literaturpreises ausgezeichnet. 2017 fand die Premiere der Extremperformance Literazah statt. Weitere Aufführungen fanden unter anderem in Wien und Berlin statt. 2017 war sie Stipendiatin des Deutschen Literaturfonds für das Manuskript zu ihrem Roman Das flüssige Land. 2018 las sie auf Einladung von Klaus Kastberger als einzige österreichische Teilnehmerin beim Ingeborg-Bachmann-Wettbewerb., wo sie mit dem Publikumspreis und dem Stadtschreiber-Stipendium der Stadt Klagenfurt ausgezeichnet wurde. Edelbauer schreibt Texte für zeitgenössische Komponisten, unter anderem arbeitete sie mit Stephan Aschböck und Robin Haigh zusammen; sie schrieb ein Libretto für die kroatische Komponistin Margareta Ferek-Petric.
Ihr Roman Das flüssige Land gelangte im August 2019 auf die Shortlist des Deutschen Buchpreises und im Oktober sowie November 2019 auf Platz drei der ORF-Bestenliste. Der Roman erschien 2020 als Hörbuch, gelesen von Kristina Sprenger.
Anfang 2021 erschien bei Klett-Cotta ihr Science-Fiction-Roman DAVE, der auf dem dritten Platz der ORF-Bestenliste für Februar 2021 und auf dem zweiten Platz der Bestenliste für März 2021 landete. Sie wurde für DAVE mit dem Österreichischen Buchpreis ausgezeichnet. Von Oktober 2021 bis März 2022 lebte Edelbauer als „Metropolenschreiberin“ der Brost-Stiftung in Mülheim.
Im Jänner 2023 veröffentlichte sie den historischen Roman Die Inkommensurablen, der Ende Juli 1914 am Vorabend des Ersten Weltkriegs spielt, in den Stunden, bevor Österreich Serbien den Krieg erklärt. Das Buch gelangte im Februar 2023 auf Platz 3 der ORF Bestenliste. Im Mai 2023 wurde bekannt, dass sie im Wintersemester 2023/24 die gemeinsame Poetikdozentur der Hochschule RheinMain und des Kulturamts der Landeshauptstadt Wiesbaden als Nachfolgerin von Leif Randt übernehmen soll. 2024 wurde sie unter anderem neben Mareike Fallwickl Jurymitglied des FM4-Kurzgeschichtenwettbewerb Wortlaut.
Edelbauer lebt in Wien.

## Rezensionen
Andrian Kreye lobte in Bezug auf den Roman DAVE, dass Edelbauer zeigt, „was zum Handwerk der zeitgenössischen Literatur alles dazugehört“. Jan Drees verglich sie in diesem Zusammenhang mit Ludwig Wittgenstein. Stefan Gärtner warf Edelbauer hingegen „Nullvermögen“ vor und bezweifelte, dass das Schreiben „ihren Talenten entspricht“.

## Bücher
- Entdecker. Eine Poetik. Mit Zeichnungen von Simon Goritschnig. Klever Verlag, Wien 2017, ISBN 978-3-903110-13-7.
- Das flüssige Land. Roman. Klett-Cotta-Verlag, Stuttgart 2019, ISBN 978-3-608-96436-3.
- DAVE, Roman. Klett-Cotta-Verlag, Stuttgart 2021, ISBN 978-3-608-96473-8.
- Der Suizid des Otto Weininger aus der einzig anständigen Perspektive erzählt. SUKULTUR, Berlin/Hamburg 2022, ISBN 978-3-95566-145-8.
- Die Inkommensurablen, Roman, Klett-Cotta, Stuttgart 2023, ISBN 978-3-608-98647-1.[30]
- Routinen des Vergessens : Wiesbadener Poetikvorlesungen, Klett-Cotta, Stuttgart 2024, ISBN  978-3-7681-9808-0.
- Die echtere Wirklichkeit, Roman, Klett-Cotta, Stuttgart 2025, ISBN 978-3608966305

## Veröffentlichungen in Anthologien (Auswahl)
- Frauenspuren in Mödling: vielzeitig – Verein für die Vermittlung von Zeitgeschichte (mit Gabriele Schätzle-Edelbauer, Sylvia Unterrader und Lena Treitler). Books on Demand, Norderstedt 2016, ISBN 978-3-7412-1594-0.
- Frauenspuren in Mödling II (mit Gabriele Schätzle-Edelbauer, Sylvia Unterrader und Lena Treitler). Books on Demand, Norderstedt 2017, ISBN 978-3-7460-1907-9.
- Und wie wir hassen (herausgegeben von Lydia Haider), Kremayr & Scheriau, Wien, 2020, ISBN 978-3-218-01210-2.

## Hörspiel- und Bühnenbearbeitungen, Verfilmungen
- Das flüssige Land, Bühnenfassung von Sara Ostertag und Jeroen Versteele, Regie: Sara Ostertag, Dauer: 1 Stunde und 40 Minuten, Premiere am 4. Februar 2023 am Burgtheater Wien[31]
- Die Inkommensurablen, Bühnenfassung: sputnic/Nils Voges und Anne-Kathrin Schulz, Regie: sputnic/Nils Voges, Dauer: 1 Stunde 50 Minuten, Premiere am 7. Dezember 2023 im Volkstheater Wien[32][33]

## Auszeichnungen und Nominierungen
- 2017: Stipendium des Deutschen Literaturfonds
- 2018: Rauriser Literaturpreis – Hauptpreis für Entdecker. Eine Poetik
- 2018: Publikumspreis und Stadtschreiber-Stipendium der Stadt Klagenfurt beim Ingeborg-Bachmann-Preis 2018[11]
- 2019: Theodor-Körner-Preis für Literatur[34]
- 2019: Deutscher Buchpreis – Shortlist (Das flüssige Land)[12]
- 2019: Österreichischer Buchpreis – Shortlist (Das flüssige Land)[35][36]
- 2020: Wortmeldungen – Shortlist (Der Suizid des Otto Weininger aus der einzig anständigen Perspektive erzählt)[37]
- 2020: Shortlist Xylophon Literaturpreis für das beste zweite Buch für Das flüssige Land[38]
- 2020: Literaturpreis der Doppelfeld-Stiftung – Förderpreis für Das flüssige Land[39]
- 2021/22: Metropolenschreiberin der Brost-Stiftung[40]
- 2021: Österreichischer Buchpreis für Dave[19]
- 2022: Kurd-Laßwitz-Preis – Nominierung in der Kategorie Bester Roman für Dave[41]
- 2022: Deutscher Science-Fiction-Preis – 6. Platz für Dave[42]
- 2022: Thomas-Jorda-Preis[43]
- 2023: Deutscher Buchpreis – Longlist (Die Inkommensurablen)[44]